# Die wilden Schwäne

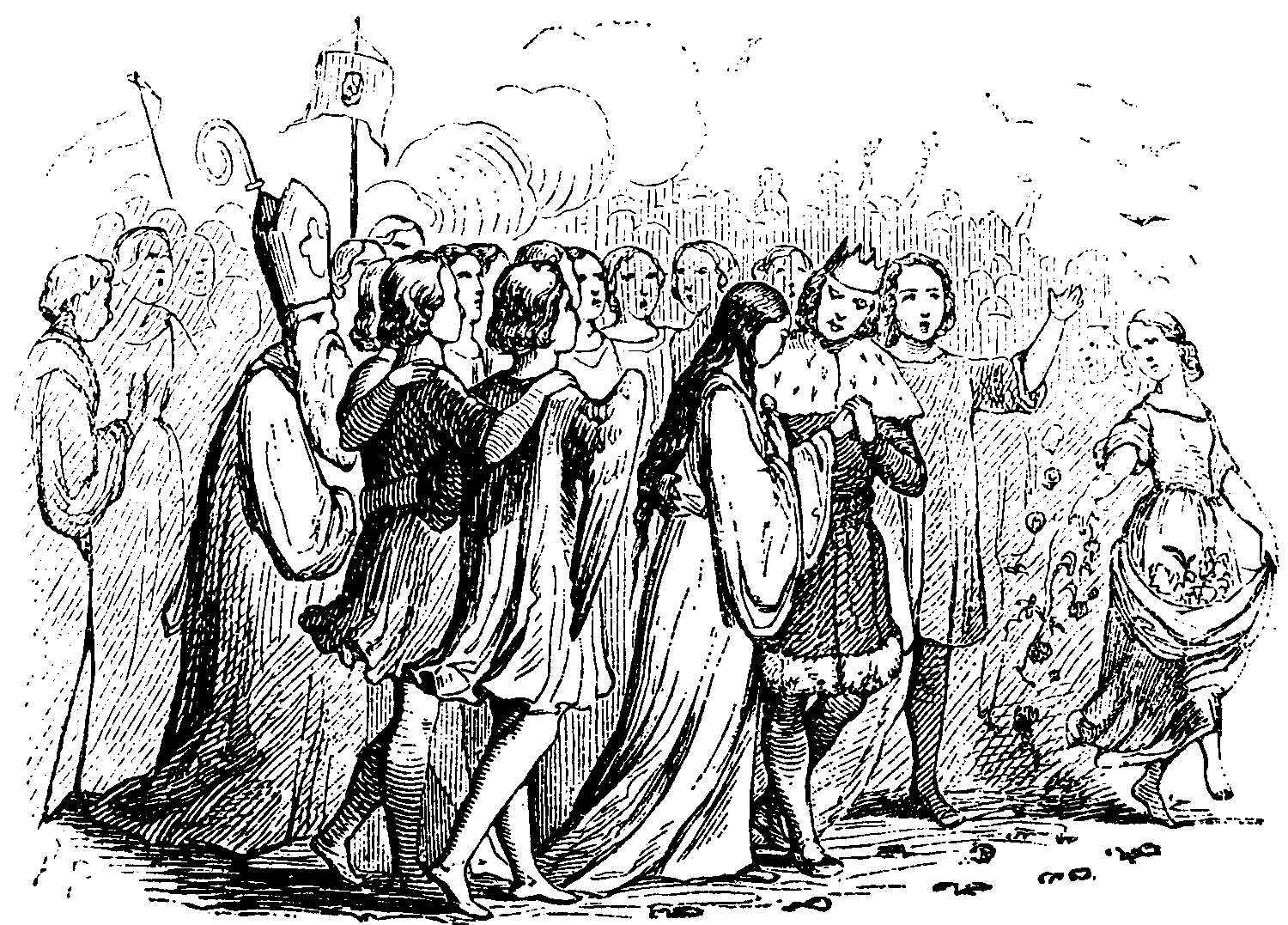
Erste Illustration von Vilhelm Pedersen (1850)

Die wilden Schwäne ist ein Märchen von Hans Christian Andersen aus dem Jahr 1838. Es handelt von einer Prinzessin, die ihre in Schwäne verwandelten Brüder rettet.

## Handlung
In einem Königreich lebt ein König mit seiner Tochter Elisa und seinen elf Söhnen. Eines Tages beschließt der König, wieder zu heiraten, doch seine Wahl fällt auf eine boshafte Königin, die sich schon bald als Hexe entpuppt. Mit einem Zauberspruch verwandelt sie die Prinzen in Schwäne, nur Elisa kann dank ihres reinen Herzens dem Zauber widerstehen. Sie muss aber vor ihrer bösen Stiefmutter fliehen und ihre Brüder bringen sie in ein fernes Land, wo sie vor der Königin sicher ist.
Von einer guten Fee erfährt sie, wie sie die Schwäne wieder zurückverwandeln kann: Sie soll auf Friedhöfen Brennnesseln sammeln und daraus Hemden für ihre Brüder weben. Allerdings muss sie versprechen, dass sie so lange kein Wort redet, bis die Aufgabe erfüllt ist; andernfalls würden ihre Brüder sterben. Eines Tages wird sie bei der Arbeit von einer Jagdgesellschaft überrascht. Diese wird angeführt vom König des Landes, der sich in die vermeintlich stumme Elisa verliebt und sie trotz der Einwände des Erzbischofs zu seiner Frau machen will. Er nimmt sie mit in sein Schloss, wo sie heimlich ihre Arbeit fortsetzt. Als Elisas Vorrat an Brennnesseln eines Tages zur Neige geht, begibt sie sich nachts zum Friedhof einer nahen Kirche, um dort neue zu pflücken. Dort stößt sie auf eine Gruppe Hexen, denen sie sich furchtlos nähert. Dabei wird sie aber vom Erzbischof des Königs beobachtet, der sie auch für eine Hexe hält und dies dem König berichtet. Der König glaubt dem Erzbischof und ordnet schweren Herzens einen Hexenprozess an. Da Elisa wegen ihres Versprechens aber nicht sprechen und sich nicht verteidigen kann, wird sie für schuldig befunden und zum Tod auf dem Scheiterhaufen verurteilt.
Noch auf dem Weg zu ihrer Hinrichtung webt sie weiter an den Hemden für ihre Brüder, was die Schaulustigen so sehr erzürnt, dass sie ihr die Hemden wegnehmen und sie zerreißen wollen. Da tauchen Elisas Brüder auf und retten die Prinzessin. Die Leute halten dies für ein Zeichen der Unschuld, doch der Henker will mit der Hinrichtung fortfahren. Elisa gelingt es, ihren Brüdern die Hemden überzuwerfen, und die Prinzen nehmen wieder ihre menschliche Gestalt an, nur der jüngste Bruder behält einen Flügel, da sein Hemd nicht ganz fertig geworden war. Nachdem die Menschen die Geschichte von Elisa und ihren Brüdern gehört haben, hält der König erneut um ihre Hand an. Elisa willigt ein und wird die neue Königin.

### Japanische Version
Der Ablauf der Geschichte ist weitgehend gleich, es bestehen aber einige deutliche Unterschiede bei den handelnden Personen: Die Kinder (hier sind es sechs Prinzen) leben in einem Waldschloss, das man nur mit einer magischen Kugel findet. Die Stiefmutter entwendet die Kugel und gelangt mit ihrer Hilfe zu den Kindern, die sie – mit Ausnahme Elisas – mit verzauberten Tüchern in Schwäne verwandelt. Der Vater erfährt von der Untat und verbannt die Hexe. Sie trifft bei dem anderen König erneut auf Elisa, da jene zwischenzeitlich von Jägern aufgegriffen und zu ihm gebracht wurde. Da auch die Tochter der Hexe den König heiraten will, trachtet diese erneut nach dem Leben der Prinzessin. Sie verbrennt die Brennnesselknäuel und verleumdet Elisa beim König als Hexe. Beim folgenden Prozess kann sie diese Anschuldigung beweisen, denn obwohl sie Elisa mehrfach in den Fuß sticht, wagt diese aus Angst um das Leben ihrer Brüder nicht zu schreien. Als sie auf dem Scheiterhaufen verbrannt werden soll, kommen ihre Brüder angeflogen, und Elisa kann ihnen die Hemden zuwerfen. Die Brüder verwandeln sich zurück und ihre herab fallenden Federn löschen das Feuer. Die Prinzen klären die Geschichte auf, der König verbannt die beiden Hexen und heiratet Elisa.

### Irische Version
Die wohl ursprünglichste und auch älteste Version des Mythos der Stiefkinder, die von der Stiefmutter in Schwäne verwandelt werden, ist die irische Sage der Kinder von Lir, Oidheadh Chlainne Lir. Isabella Augusta Gregory hat diesen Mythos für heutige Leser verständlich gemacht. Es handelt sich um drei Knaben und eine die Knaben beschützende Schwester. Aber die Kinder von Lir müssen immer in ihrer Schwanengestalt bleiben. Eine Erlösung gelingt nicht. Eine gewisse Schuld muss auch dem schwächlichen Vater zugeschrieben werden.

### Englische Version
In William Butler Yeats The Twelve Wild Geese erlöst die Schwester die zwölf von der bösen Stiefmutter in Schwäne verwandelten Brüder wie in Andersens Die wilden Schwäne. Nicht der Erzbischof will die junge Frau verurteilen, sondern die Schwiegermutter. Der Vater ist nicht nur schwächlich, sondern gewalttätig. Wie in Die zwölf Brüder der Brüder Grimm will er die Söhne töten, wenn das nächste Kind ein Mädchen wird, „dass das Königreich ihm allein zufalle.“
In beiden Erzählungen beschließen die Brüder, das erste Mädchen, das ihnen begegnet, zu töten, nehmen aber dann auf Bitte des jüngsten Bruders davon Abstand, der die unschuldige Schwester schützen will.

### Deutsche Versionen
In Die sechs Schwäne der Brüder Grimm findet sich wie im japanischen Märchen das Garn, das den Weg zeigt. Der liebevolle, aber schwache Vater kann sich der bösen Stiefmutter nicht erwehren. In Die sieben Raben der Brüder Grimm oder auch von Bechstein werden die Brüder nicht in Schwäne, sondern in Raben verwandelt. Der Vater ist nicht schwach, sondern ungeschickt: Verärgert über die Ungeschicklichkeit der Söhne verflucht er sie leichtsinnig. Es gibt weder eine Stiefmutter noch eine Schwiegermutter.

## Allgemeine Deutung der wilden Schwäne
In allen Märchen, in denen die Brüder erlöst werden, bleibt dem jüngsten Bruder ein Vogelflügel, weil das Mädchen vor dem Vollzug der Todesstrafe nicht mit den Nesselhemden fertig wird, die Voraussetzung für die Erlösung sind.
Die Angst vor dem, was innerlich oder äußerlich Gewalt auf uns ausübt, ist tief in uns verankert. Im Märchen findet diese ihren Ausdruck in der bösen Stiefmutter und in der bösen Schwiegermutter.
Alethea Kontis setzt das Märchen mit Dearest als Fantasy-Roman um.

## Verfilmungen
- Die wilden Schwäne (russisch: „Дикие лебеди“, Dikiye lebedi), Sowjetunion 1962 (Regie: Mikhail Tsekhanovsky, Vera Tsekhanovskaya)
- Die wilden Schwäne, Folge 45–47, aus der 1971 japanischer Anime-Serie Pixi im Wolkenkuckucksheim
- Die wilden Schwäne (japanisch: „Hakuchō no Ōji“ oder „Sekai Meisaku Dōwa“), Japan 1977 (Zeichentrickfilm; Regie: Nobutaka Nishizawa; Produktion: Produktion Toei Doga)
- The Wild Swans, Vereinigte Staaten 1984; Zeichentrickfilm von Vladlen Barbe mit Sigourney Weaver als Sprecherin.[4]
- Die elf Schwäne (russisch: Dikije Lebedi) unter der Regie von Helle Karis mit Katri Horma als Elisa; UdSSR 1987
- Die wilden Schwäne, Folge 21 aus der 2003 dänische Zeichentrickserie WunderZunderFunkelZauber – Die Märchen von Hans Christian Andersen
- Die wilden Schwäne (dänisch: De vilde svaner), unter der Regie von Peter Flinth & Ghita Nørby mit Stine Fischer Christensen als Elisa und Roger Moore in einer Sprechrolle, Dänemark 2009

## Belege
1. ↑   (Seite nicht mehr abrufbar, festgestellt im April 2018. Suche in Webarchiven) Fassung der Schwanensage von Lady Gregory.
2. ↑  In: Yeats, William Butler: „Fairy and Folk Tales of Ireland“  Colin Smythe Gerrards Cross 1973.
3. ↑  Alethea Kontis: Dearest. Houghton Mifflin Harcourt, New York 2015, ISBN 978-0-544-07407-1.
4. ↑  The Wild Swans in der Internet Movie Database.